# ارفع رأسك (أغنية)
إرفع رأسك (بالإنجليزية: Hold Your Head Up) أغنية لفريق الروك الإنجليزي أرجنت Argent، صدرت كأغنية منفردة في عام 1972. كانت الأغنية من أفضل 5 أغاني في كل من الولايات المتحدة وبريطانيا، وبلغت ذروتها في المرتبة الخامسة في كلا البلدين. صنفتها بيلبورد في قائمة أفضل الأغاني، على أنها الأغنية رقم 50 لعام 1972. وظهرت الأغنية في ألبوم أرجنت الثالث «كلنا معا الآنAll Together Now» لعام 1972. مدة الأغنية في الألبوم 6:15 دقيقة بينما مدتها كأغنية فردية 3:15 دقيقة. كانت الأغنية الوحيدة لفريق أرجنت على قائمة أفضل 40 أغنية أمريكية. أسم الفريق مأخوذ من أسم لاعب لوحة المفاتيح بالفريق رود أرجنت Rod Argent، الذي كان عضوًا سابقًا في فريق الزومبيز، والأغنية كتبها كتبها كريس وايت عازف الباس الزومبيز.
قام فريق أرجنت بأداء الأغنية في البرنامج التلفزيوني البريطاني «قمة أغاني البوب Top Of The Pops» ولذلك إجتذب الفريق جمهورًا أوسع بكثير، وفي مجلة «كريم Creem» عام 1972، أوضح عازف الجيتار روس بالارد، الذي غنى هذه الأغنية: «يصدم الناس عندما يدركون أن أغانينا ليست كلها مثل أغنية إرفع رأسك، نحن نجتذب الكثير من الأشخاص الذين رأونا في برنامج أغاني البوب، الأشخاص الذين عادة ما يرفضوننا عندما يعرفوا إننا مجرد فرقة روك تقدمية أخرى».

## طاقم العزف والتسجيل
رود أرجنت: لوحة المفاتيح (كيبورد) ودعم غناء
بوب هنريت: طبول
روس بالارد: جيتار وغناء رئيسي
جيم رودفورد: جيتار باس ودعم غناء

## إستقبال الأغنية
استقبل نقاد الموسيقى الأغنية بحرارة بالغة، وقال الناقد الموسيقي الروسي جورجي ستاروستين أنها أفضل أغاني الألبوم، وظلت الأغنية تبث أذاعيا لفترات طويلة. أشاد أشهر عازفي الكيبورد ريك ويكمان Rick Wakeman بأداء رود ارجينت وعزفه المنفرد في الأغنية.  قام بتسجيل الأغنية فرق كثيرة من بينها فريق الروك الشهير يورايا هييب Uriah Heep.

## كلمات الأغنية
وإذا ساءت الامور And if it's bad
لا تدعها تحبطك، يمكنك تقبلها Don't let it get you down, you can take it
وإذا كانت تؤلمك And if it hurts
لا تدعهم يرونك تبكي، يمكنك فعل ذلك Don't let them see you cry, you can make it
إرفع رأسك، اوه Hold your head up, oh
إرفع رأسك عاليا Hold your head high
وإذا حدقوا And if they stare
فقط دع عيونهم تحترق وأنت تتحرك Just let them burn their eyes on you moving
وإذا صرخوا And if they shout
لا تدع ذلك يغير شيئًا تقوم به Don't let it change a thing that you're doing
إرفع رأسك، اوه Hold your head up, oh
إرفع رأسك عاليا Hold your head high
إرفع رأسك Hold your head up
إرفع رأسك، اوه Hold your head up, oh
إرفع رأسك عاليا Hold your head high

## وصلات خارجية
- إرفع رأسك (أغنية)
- إرفع رأسك (أغنية)
- إرفع رأسك (أغنية)